# William Edward Story
William Edward Story (Boston, 29 de abril de 1850 — Worcester, 10 de abril de 1930) foi um matemático estadunidense.
Dentre seus professores constam Felix Klein e Carl Neumann.